# 5 Волос Вероники
5 Волос Вероники (лат. 5 Comae Berenices), HD 106057 — двойная звезда в созвездии Волос Вероники на расстоянии приблизительно 359 световых лет (около 110 парсек) от Солнца. Видимая звёздная величина звезды — +5,55m. Возраст звезды определён как около 450 млн лет.

## Характеристики
Первый компонент — жёлто-оранжевый гигант спектрального класса G8+IIICH0,5, или G8III, или G5, или K0II-III. Масса — около 2,916 солнечной, радиус — около 11,502 солнечного, светимость — около 75,553 солнечной. Эффективная температура — около 4948 K.
Второй компонент — коричневый карлик. Масса — около 20,78 юпитерианской. Удалён в среднем на 2,137 а.е..